# ガブリエーレ・ヴェネツィアーノ
ガブリエーレ・ヴェネツィアーノ（イタリア語: Gabriele Veneziano, ヘブライ語: גבריאל ונציאנו‎、1942年9月7日 - ）は、イタリアの物理学者である。1960年代後半、ひも理論の創始者のひとりとなった。

## 経歴
フィレンツェに生まれ、フィレンツェ大学、イスラエルのワイツマン研究所、マサチューセッツ工科大学で学んだ。1968年、ヨーロッパ素粒子物理学研究所（CERN）で研究中にオイラーのベータ関数が素粒子の相互作用を満足する性質を備えていることを発見した。1972年からワイツマン研究所の教授、1976年からCERNのスタッフとなった。

## 受賞歴
- 1999年 - Institute of Theoretical and Experimental Physics（ITEP：ロシア）よりポメランチュク賞
- 2004年 - ハイネマン賞数理物理学部門
- 2006年 - アルベルト・アインシュタイン・メダル
- 2007年 - オスカル・クラインメダル
- 2014年 - ICTPのディラック・メダル